# Karel Martel Kalábrijský
Vévoda Karel Martel Kalábrijský (italsky: Carlo Martello) je jméno a titul sdílený dvěma krátce žijícími následníky trůnu Neapolského království.

## Syn vévody Karla Kalábrijského
Karel Martel (13. dubna 1327, Florencie –⁠⁠⁠⁠⁠ 21. dubna 1327, Florencie) byl třetí dítě a první syn vévody Karla Kalábrijského, dědice krále Roberta Neapolského a Jolandy Aragonské, a jeho manželky Marie z Valois, neteře francouzského krále Filipa IV. Sličného.
V době jeho narození ve Florencii už byl jeho otec Karel jediným přeživším synem svého otce. Novorozený princ, jeho sestra a jeho otec byli jedinými žijícími, legitimními potomky jeho dědečka z otcovy strany krále Roberta Neapolského v mužské linii. Karel měl také přeživší dceru Marii, která zemřela ve věku dvou let v roce 1328. Dalším v linii následnictví trůnu byl kníže Filip I. Tarantský, syn Karla II. Neapolského.
Mladý princ zemřel pouhých osm dní po svém narození ve Florencii. Po jeho smrti se následnicí trůnu stala opět Johana. Johana se nakonec stala neapolskou královnou. Mladší sestra vévody, Marie, se narodila po smrti jejich otce v roce 1329.

## Syn královny Johany I. Neapolské
Vévoda Karel Martel Kalábrijský (25. prosince 1345, Neapol –⁠⁠⁠⁠⁠ 10. května 1348, Visegrád) byl jediný syn Johany I. Neapolské, jehož otcem byl její první manžel vévoda Ondřej Kalábrijský.
V době jeho narození v Neapoli už zemřeli Johanini vlastní bratři a měla pouze mladší sestru. Novorozený vévoda kalábrijský a jeho matka a teta byli jedinými žijícími, královskými, legitimními potomky jeho pradědečka z otcovy strany krále Roberta Neapolského. Předpokládaným dědicem byl Karel z Durazza. Karel se v roce 1347 zasnoubil se svou sestřenicí Johanou z Durazza. V únoru 1348 byl malý vévoda převezen do Uher.
Mladý vévoda zemřel pouhé tři roky po svém narození v Uhersku. Byl pohřben v bazilice Székesfehérvár.
| Kalábrijský vévoda | Kalábrijský vévoda     | Kalábrijský vévoda |
| ------------------ | ---------------------- | ------------------ |
| Předchůdce: Ondřej | 1345–1348 Karel Martel | Nástupce: Ludvík   |